# محراب زحل
محراب زحل (لاتین: Ara Saturni) یک محراب قدیمی است که به خدای زحل اختصاص داشت. این محراب در قرن ششم پیش از میلاد ساخته شد و تا زمان فروپاشی امپراتوری روم ادامه یافت. این شهر در مقابل معبد زحل در فروم روم واقع شده‌است و بقایای آن در سال ۱۹۰۲ توسط رودلفو لانچیانی (Rodolfo Lanciani) کشف شد.

## موقعیت
رودلفو لانچیانی، باستان‌شناس ایتالیایی، بقایای این محراب را در سال ۱۹۰۲ در نزدیکی قله سپتیمیوس سوروس کشف کرد. ابتدا تصور می‌کرد بقایای اجسادی هستند. محراب در مقابل معبد زحل، در کنار گودال‌ها و در جنوب فروم رم قرار دارد.

## تاریخچه
این محراب پیش از معبد کیوان در قرن ششم قبل از میلاد ساخته شد و تا زمان فروپاشی امپراتوری روم از آن استفاده می‌شد. از سوی پیلاسگیناس، اولین خدای سرپیتول که به افتخار او نامگذاری شده‌است، ساخته شده‌بود. منابع باستانی اعلام کردند که محراب زحل در نزدیکی محراب دیگری قرار دارد که به خدای دیس پاتر و رب‌النوع پروسرپینا مربوط است؛ این محراب به میزبانی جشن ساتونالیا (Saturnalia) است. محراب زحل مستطیلی است که ابعاد آن ۳٫۹۵ در ۲٫۸ متر است. (۱۳٫۰ تا ۹٫۲ فوت). این ساختمان از بلوک‌های تاف ساخته شده‌بود.
رومیان اعتقاد داشتند که دیس پاتر باید از طریق ارائه سرهای انسان به او خشنود شود و زحل می‌تواند با ارائه قربانیانش، از آن لذت ببرد؛ و به این صورت عمل می‌شد تا دیس پاتر را با ماسک‌هایی با چهره‌های انسانی بر روی آنها خنثی کند، و زحل با چراغ‌های مختلط خیره شد؛ این به خاطر تغییر در تفسیر phôta، که می‌تواند به معنای «چراغ» یا «مرد» باشد. این تغییر منجر به تبادل شمع در جشنواره ساتورنالیا (Saturnalia) شد.